# Veľká Lesná
Veľká Lesná és un poble i municipi d'Eslovàquia. Es troba a la regió de Prešov, al nord del país.

## Història
La primera referència escrita de la vila data del 1278.

## Demografia
| Godina             | 1994 | 2004    | 2014   | 2024   |
| ------------------ | ---- | ------- | ------ | ------ |
| Nombre de persones | 414  | 494     | 478    | 498    |
| Diferència         |      | +19,32% | −3,23% | +4,18% |

| Godina             | 2023 | 2024   |
| ------------------ | ---- | ------ |
| Nombre de persones | 493  | 498    |
| Diferència         |      | +1,01% |